# Charinus pescotti
Charinus pescotti es una especie de araña del género Charinus, familia Charinidae. Fue descrita científicamente por Dunn en 1949.
Habita en Australia. El caparazón de los machos mide de 2,63 a 3,10 mm de largo por 3,92 a 4,40 mm y el de las hembras mide de 2,05 a 3,30 mm de largo por 2,91 a 4,85 mm.